# پنجشنبه بازار (پیرسهراب)
پنجشنبه بازار، روستایی در دهستان بجاربازار بخش پیرسهراب شهرستان چابهار در استان سیستان و بلوچستان ایران است.

## جمعیت
بر پایه سرشماری عمومی نفوس و مسکن در سال ۱۳۹۵، جمعیت این روستا برابر با ۳۶۷ نفر (۹۳ خانوار) بوده‌است.